# Apochiton
Apochiton C.E.Hubb. é um género botânico pertencente à família Poaceae, subfamília Chloridoideae, tribo Eragrostideae.
O gênero é constituído por uma única espécie. Ocorre na África.

## Espécies
- Apochiton burttii C.E. Hubb.